# Chaetolixophaga laspeyresiae
Chaetolixophaga laspeyresiae är en tvåvingeart som beskrevs av Blanchard 1940. Chaetolixophaga laspeyresiae ingår i släktet Chaetolixophaga och familjen parasitflugor. Inga underarter finns listade i Catalogue of Life.